# 拓跋紇羅
拓跋 紇羅（たくばつ きつら、生没年不詳）は、北魏の皇族。上谷公。

## 経歴
拓跋力微の曾孫にあたる。拓跋珪に従って独孤部から賀蘭部に向かい、代国の旧戸を招集して、300家を獲得した。拓跋珪を君主に推戴するよう賀訥に勧めた。拓跋珪が王位に登ると、拓跋紇羅はつねに側近にあって護衛をつとめた。また拓跋珪の征戦に従軍して功績を挙げた。拓跋珪が帝位につくと、弟の拓跋建とともに公の爵位を受けた。
子の拓跋題は武勇で知られて襄城公となり、後燕を討って王に進んだ。

## 伝記資料
- 『魏書』巻14 列伝第2
- 『北史』巻15 列伝第3